# Pristaniška ulica (Maribor)
Pristaniška ulica (Lendgasse) ist der Name einer Straße im Stadtteil Center, Maribor, Slowenien.

## Geschichte
Der älteste Name der Straße ist Trenckh Gasse (Wassergasse) vor dem Tor Unserer Lieben Frau (Kärntner Stadttor), sie verband 1533 die Kärntner Straße mit der Drau. Im 18. Jahrhundert entstand der Name Lendgasse (Hafengasse). 1919 wurde der Name in Pristaniška ulica geändert, nach der deutschen Besetzung 1941 erneut in Lengasse. Im Mai 1945 wurde ihr der slowenische Name Pristaniška ulica zurückgegeben. 
Die Straße erhielt ihren Namen, weil sie zum Drauhafen führte, wo vom Mittelalter bis zum Beginn des Zweiten Weltkriegs Flöße und Beiboote anlegten. Vor der Einrichtung des heutigen Vodnik-Platzes im Jahr 1900 führte die Straße bis zur Koroška cesta.

## Lage
Die Straße verläuft von der Südwestseite des Vodnikov trg nach Süden zur Drau bis zum Zusammentreffen der Uferstraßen Ob bregu und Pristan. 

## Abzweigende Straße
- Ribiška ulica